# Свесност (психологија)
Свесност (пуна свесност; усредсређена свесност; енг. mindfulness) је психолошки процес који се односи на свесност која се појављује путем намерног обраћања пажње на садашњи тренутак, без суђења и процењивања искустава која се појављују из тренутка у тренутак. Појмови који су блиско повезани са свесношћу су прихватање и саосећање. Прихватање подразумева отвореност према сопственом искуству и спремност да се оно доживи управо онда када се одвија, а то је садашњи тренутак. Саосећање се односи на осећање дубоког разумевања нечијег (туђег или свог) унутрашњег стања када је тај неко суочен са патњом, а које покреће на деловање у правцу олакшавања и ослобађања од патње.
Ова два појма повезани су са свесношћу по истицању значаја непроцењивања унутрашњих искустава и допуштању да се разнолика искуства, укључујући и болне мисли, осећања, импулсе, сензације и сл. јављају без покушавања да их блокирамо или потиснемо, уз дубоко разумевање њихове појавности. По овим карактеристикама свесност је слична медитацији, те се често поиствећује са медитацијом, али свесност није исто што и медитација.
Медитација, у суштини, представља метод који је у функцији доживљавања, истраживања и спознавања своје унутрашњости, односно сопствених унутрашњих садржаја као што су мисли, представе, осећања, сензације и пориви, из позиције свесности, а најчешће уз повезивање са одређеним спиритуалним или религијским погледима на свет унутар нас и око нас.
С друге стране, свесност је секуларна активност заснована на еволуцијски датој способности људских бића да заузму неутралну позицију из које могу да посматрају и доживљавају унутрашње и спољашње садржаје који се појављују у нашој свести, а функција свесног посматрања и доживљавања свих тих садржаја може бити сасвим различита.
Укратко, свесност јесте основа за медитацију, али и основа за многе друге људске активности. С друге стране, медитација може бити један од начина учења доласка у стање пуне свесности, тако да су та два појма блиско повезана и испреплетена, па се у пракси често ова два појма користе као синоними. У практичном смислу, ова појмовна дистинкција и није толико важна за само учење, вежбање и примену свесности у свакодневном животу или психотерапијском раду, већ има више теоријски значај за научнике и истраживаче.
За општу популацију можда је само важно раздвајање практиковања свесности или медитације од религијских учења и ритуала, те схватање свесности као секуларне активности засноване на еволуцијски датој способности људских бића да заузму неутралну позицију из које могу да посматрају и доживљавају унутрашње и спољашње садржаје који се појављују у нашој свести, као и да су за ту активност бројна научна истраживања из психологије, медицине и неуронауке доказала да имају позитиван утицај на општу добробит људских бића.

## Увод
Појам „свесност“ се односи на стање свести с пажњом усмереном према унутрашњим искуствима (мисли, осећања, телесне сензације) или према околини у садашњем тренутку са ставом непросуђивања. Ова дефиниција наглашава три главна аспекта свесности: намера, пажња и став непросуђивања, отворености и прихватања. Иако је свесност присутна у традицији медитације религија Истока и Запада већ више од 2500 година (нарочито у будизму), секуларизоване психолошке интервенције и терапије засноване на свесности (mindfulness based therapy — MBT) уведене су у савремену медицинску примену тек крајем 1970-тих година. Џон Кабат-Зин је 1979. године први интегрисао свесност у свој програм лечења хроничног бола и показао да се променом начина на који се болесници односе према болу може променити њихово искуство боли. У свесности, као и у традиционалним вежбама медитације, кључна је усредоточена пажња усмерена на садашњи тренутак у којем се свака мисао, осећање или телесна сензација које се јављају у подручју свесности уочавају и прихватају без просуђивања управо онакве какве јесу.
Бројна истраживања потврђују да свесност има позитивне ефекте на когнитивно, емоционално и телесно функционисање. Когнитивни ефекти су видљиви у повећаној пажњи, когнитивној флексибилности, креативности и смањењу руминација. Свесност смањује емоционалну реактивност, побољшава емоционалну регулацију, емпатију, задовољство, те отпорност на стресне ситуације. Истраживања показују да свесност доводи до значајних структурних и функционалних промена у мозгу које су повезане с емоционалном регулацијом и извршним функцијама као што су амигдала и префронтални кортекс. Свесност активира отпуштање ендорфина, серотонина и допамина, те парасимпатички систем који регуралише ендокрини и имунолошки систем. Телесни ефекти свесности укључују нормализацију нивоа кортизола, крвног притиска, пулса и ритма дисања те потрошње кисеоника.
Све је више доказа да су психотерапије засноване на свесности (mindfulness based therapy — MBT) ефикасне код менталних поремећаја као што су депресија, анксиозни поремећаји, поремећаји храњења, зависности код одраслих, те деце и адолесцената. Терапије засноване на свесности (mindfulness based therapy — MBT) доводе и до смањења депресивних симптома, анксиозности, стреса и повећања квалитете живота код болесника с малигним и кардиоваскуларним болестима, хроничном боли, хроничним соматским болестима. Ови ефекти су потврђени у истраживањима у којима су терапије засноване на свесности (mindfulness based therapy — MBT) успоређиване с различитим контролним интервенцијама (листа чекања или уобичајени третман). Свесност смањује стрес код одраслих и деце, те може бити корисна и у превенцији (школе, образовање, родитељство, радна места, трудноћа, спортски и борилачки центри, затвори). Наиме, поучавање како се носити с фрустративним ситуацијама са свесношћу помаже у суочавању са стресом у садашњем и будућем животу.

## Терапије засноване на свесности
Терапије засноване на свесности (mindfulness based therapy — MBT) укључују различите технике и интервенције: вежбе дисања и релаксације, вежбе свесности у мирном стању (седење, лежање, стојање) или у активном стању (ходање, једење, рад итд.). Тренинг свесности најчешће се примењује у групно структурисаним програмима, уобичајено током обуке након чега се вежбе могу наставити примењивати групно или индивидуално.
Џон Кабат-Зин је крајем 1970-тих година развио структурисани програм за смањивање стреса заснован на свесности (Mindfulness-based Stress Reduction — MBSR) као допуну основног медицинског лечења. У MBSR програму вежбе свесности су примарно терапијско средство те укључују вежбе скенирања тела, вежбе свесности у мирном стању (седење, лежање, стојање), вежбе истезања, вежбе свесности у активном стању (ходање), те током свакодневних активности као што су нпр. једење, рад итд. MBSR се брзо проширио у целом свету и данас га нуде бројне болнице, клинике, школе, спортски и борилачки центри, затвори, те различите друге здравствене, образовне и социјалне установе.
Зиндел Сигал, Џон Тиздејл и Марк Вилијамс су 1990.тих година интегрисали MBSR с техникама когнитивно-бихевиоралне терапије за депресију и развили когнитивну терапију базирану на свесности (Mindfulness based Cognitive Therapy — MBCT) за лечење депресије. Вежбе свесности се у MBCT примењују са циљем повећања свести о мислима, осећањима и сензацијама у телу без просуђивања, онако како се догађају из тренутка у тренутак, што се такође назива и децентрисање. Применом вежби свесности прекида се аутоматски руминативни образац негативних мисли који повећава вероватност релапса депресије.
Отворене, рандомизоване контролисане клиничке студије и мета-анализе потврђују ефикасност терапија заснованих на свесности (mindfulness based therapy — MBT) у редуковању боли, депресивних симптома и стреса код болесника с хроничним болестима, као што су хронични бол, псоријаза, дијабетес, малигне и кардиоваскуларне болести, фибромиалгија, што повећава квалитету њихових живота. Код менталних поремећаја, ефикасност терапија заснованих на свесности (mindfulness based therapy — MBT) је добра за депресију (у акутној епизоди и превенцији релапса), анксиозне поремећаје, биполарни поремећај, поремећаје храњења и зависности, док неки поремећаји као што су схизофренија и социјална анксиозност боље реагују на уобичајене терапијске поступке. Ефикасност MBCT у превенцији релапса депресије код особа које су имале три или више епизода депресије једнака је терапији одржавања антидепресивима те је MBCT уврштена у терапијске смернице за превенцију повратка депресије. У терапије засноване на свесности (mindfulness based therapy — MBT) спадају и терапија прихватањем и посвећеношћу, дијалектичко-бихејвиорална терапија и друге.

## Механизам деловања свесности
Рут Бер истиче неколико механизама деловања свесности на редукцију симптома различитих психичких премећаја који укључују: когнитивну промену, побољшану самоконтролу и саморегулацију, излагање неугодним и болним искуствима што доводи до смањења емоционалне реактивности.
Когнитивна промена, која се назива и метакогнитивна свесност, односи се на развој „удаљеније“ или „децентрисане“ перспективе у којој особе доживљавају своје мисли и осећања као „менталне догађаје“, а не као чињенице или тачну верзију стварности. Свесност је усмеравање пажње на мисли, осјећања, телесне сензације и чула (вида, слуха, мириса, додира, укуса) што нормално не замећујемо, јер је наш ум заузет мислима о прошлости или будућности — што смо већ учинили или што морамо учинити — које су повезане с осећањима депресије и анксиозности. Наиме, људи у правилу нису свесни својих искустава у неком одређеном тренутку и реагују емоционално с мало разборитости што често доводи до кривих перцепција ситуација.
Основна претпоставка свесности је да доживљавање садашњег тренутка без просуђивања, са отвореношћу, прихваћањем и без избегавања, омогућава заузимање дистанцирајуће перспективе у односу искуства као што су мисли, осећања и сензације тела (нарочито она болна искуства), што омогућава да се искуства виде као тренутна, промењива и пролазна. Дакле, мења се однос према симптомима, а не мењају се симптоми сами. Тако дакле, свесност ствара „простор“ између перцепције и одговора на ситуације што смањује вулнерабилност за психолошке процесе који доприносе емоционалној патњи. Особа постаје способна одговорити на стресне ситуације рефлективно, на основу властитог избора, а не рефлексно или реактивно; смањује се емоционална реактивност и аутоматски некорисни обрасци понашања с избегавајућим стратегијама који само повећавају интензитет или фреквенцију нежељених неугодних унутрашњих искустава. Ове маладаптивне стратегије доприносе одржавању многих, ако не и свих емоционалних поремећаја. Надаље, дубоко и полагано дисање укључено у праксу свесности смањује симптоме нелагодности у телу усклађивањем активности симпатичног и парасимпатичног система.

## Утицај свесности на мозак и организам
Истраживања показују да редовно практицирање свесности доводи до значајних функционалних и структурних промена у префронталном кортексу, орбитофронталном кортексу, десној антериорној инсули, амигдали, хипокампусу, цингуларном кортексу, темпоропаријеталној регији. То су подручја мозга која регулишу пажњу, учење, меморију, интероцепцију и сензорно процесирање. Префронтални кортекс је одговоран за регулацију емоција, планирање и организирање активности те доношење одлука, док је амигдала регија мозга која има кључну улогу у модулацији одговора на стрес. Особе које су под високом разином стреса имају снижену активност префронталног кортекса и повишену активност амигдале. Опуштена свесност омогућава флексибилније психолошке и бихевиоралне одговоре на унутрашње и спољне подражаје као резултат повећане активности и дебљине кортекса у фронталним регијама мозга које су одговорне за саморегулацију и смањене активности амигдале уз бољу регулацију афекта. Већа емоционална стабилност и мања реактивност резултат је и повећане активности антериорног цингуларног кортекса који је повезан са префронталним кортексом.
Пракса свесности повећава количину алфа и тета валова у ЕЕГ-у што побољшава когнитивне процесе, те подстиче отпуштање ендорфина, серотонина и допамина што побољшава расположење.
Остали неурофизиолошки ефекти свесности укључују нормализацију крвног притиска, пулса и ритма дисања те потрошње кисеоника, неуроендокриног статуса (смањење активности осовине хипоталамус-хипофиза-адренална жлезда и разине кортизола), симпатичког и парасимпатичког система, реакције упале у организму (снижена разина проинфламаторних цитокина) који регулишу различите метоболичне функције и органске системе (варење, имунолошки и кардиоваскуларни систем). Смањење разине стреса након вежби свесности резултира повећањем продуктивности и ефикасности особа.

## Закључак
Интерес за примену терапија заснованих на свесности (mindfulness based therapy — MBT) у медицини, образовању и пословном свету је у порасту. Све је већи број доказа да свесност има позитивне ефекте на когнитивно, емоционално, социјално и радно/школско функционисање одраслих, те деце и адолесцената, иако су потребна даљња истраживања која би превладала методолошка ограничења досадашњих студија и како би свесност постала терапијска техника базирана на доказима (evidence based intervention). Терапије засноване на свесности (mindfulness based therapy — MBT) је могуће интегрисати у свеобухватни програм лечења различитих менталних поремећаја и симптома повезаних са соматским болестима одраслих.
Примена свесности у школама превентивним програмима или интеграцијом у наставни програм може бити прикладан, прихватљив и нестигматизирајући начин за превенцију менталних поремећаја код деце и младих јачањем снага и способности деце, емоционалне стабилности, самопоуздања, социјалних вештина, когнитивне флексибилности и школског постигнућа.
Терапије засноване на свесности (mindfulness based therapy — MBT) могу примењивати стручњаци из подручја менталног здравља (психолози, психијатри, лекари) са завршеном едукацијом из свесности и најмање једногодишњим личним искуством и супервизијом.